# Sulayman ibn Qutulmish
Sulayman ibn Qutulmish, o Süleyman I (in arabo سليمان بن قتلمش‎?, Sulaymān ibn Qutulmish, o Qutalmish; ... – pressi di Antiochia, 1086), fondò uno Stato indipendente selgiuchide in Anatolia e guidò il Sultanato selgiuchide di Rum dal 1077 fino alla sua morte nel 1086.

## Biografia
Sulayman era figlio di Qutulmish, che aveva combattuto senza successo contro il figlio di suo cugino Tughril Beg, Alp Arslān, contendendogli il trono dei Grandi Selgiuchidi. Quando Qutulmish morì, nel 1064, Sulayman fuggì con i suoi tre fratelli sulle montagne del Tauro e lì trovò rifugio presso le tribù turcomanne che vivevano a cavallo delle frontiere dell'Impero bizantino. Alp Arslān reagì lanciando una serie di spedizioni punitive contro di loro. Dei quattro fratelli solo Sulayman sopravvisse alle incursioni e fu in grado di consolidare la sua leadership fra i turcomanni.
Nel 1078, l'Imperatore bizantino Michele VII Dukas chiese l'aiuto di Sulayman contro Niceforo Botoniate, lo strategos del thema anatolico, che aveva conteso all'Imperatore il trono di Costantinopoli. Sulayman intercettò la piccola forza di Niceforo Botoniate tra Cotyaeum e Nicaea (oggi İznik), ma l'usurpatore persuase Sulayman a unirsi alla sua azione ribelle, offrendogli compensi maggiori di quelli promessigli da Michele VII. Il tentativo di Niceforo d'impadronirsi del potere ebbe successo e, in cambio dell'aiuto garantito, i turcomanni di Sulayman furono autorizzati a insediarsi nella parte anatolica che si affacciava sul Bosforo, presso la stessa Costantinopoli: errore strategico dalle drammatiche conseguenze per l'Impero.

Due anni dopo Sulayman garantì il suo sostegno a un altro pretendente, Niceforo Melisseno. Fu quest'ultimo Niceforo a spalancare le porte di Nicea ai Turcomanni, consentendo a Süleyman di stabilire là una sua base permanente. Tutta la Bitinia fu presto sotto il controllo di Sulayman, una circostanza che gli permise di tagliare le comunicazioni fra la capitale bizantina e i suoi sudditi nell'Asia Minore.
Nel 1084 Sulayman abbandonò Nicea, lasciandovi in sua vece il suo parente Abū l-Qāsim, governatore di Nicea dal 1084 al 1092.
Süleyman ampliò il suo regno, ma fu assassinato presso Antiochia nel 1086 da Tutush I, il signore selgiuchide di Siria. Il figlio di Süleyman, Kilij Arslan I, fu catturato e Malik Shāh lo trasferì come ostaggio nella sua capitale di Isfahan. Non sappiamo se Tutush abbia ucciso Süleyman per segnalare la sua lealtà nei confronti di Malik Shāh I o semplicemente per il proprio tornaconto personale.
Dopo la morte di Malik Shāh I, Kilij Arslan I restaurò il Sultanato di Rum.